# Xiaogan
Xiaogan (cinese: 孝感; pinyin: Xiàogǎn) è una città-prefettura della Cina nella provincia dello Hubei. 

## Suddivisioni amministrative
- Distretto di Xiaonan
- Yingcheng
- Anlu
- Hanchuan
- Contea di Xiaochang
- Contea di Dawu
- Contea di Yunmeng